# Kayogoro (vattendrag)
Kayogoro är ett vattendrag i Burundi. Det ligger i den centrala delen av landet, 90 kilometer öster om huvudstaden Bujumbura.
Omgivningarna runt Kayogoro är en mosaik av jordbruksmark och naturlig växtlighet. Runt Kayogoro är det ganska tätbefolkat, med 100 invånare per kvadratkilometer.